# Campionato mondiale di snooker 1969
Il Campionato mondiale di snooker 1969 è stato il terzo evento professionistico della stagione 1968-1969 di snooker, il terzo Non-ranking, e la 38ª edizione di questo torneo, che si è disputato dal 18 novembre 1968 al 22 marzo 1969, in diversi luoghi dell'Inghilterra.
È stato l'unico evento stagionale della Tripla Corona.
Il campione in carica era John Pulman, il quale è stato eliminato ai quarti di finale da John Spencer.
Il torneo è stato vinto da John Spencer, il quale ha battuto in finale Gary Owen per 37-24. L'inglese si è aggiudicato così il suo primo Campionato mondiale, il suo primo evento della Tripla Corona ed il suo primo titolo Non-Ranking in carriera.
Durante il corso del torneo sono stati realizzati due century break, uno in più della precedente edizione. Il break più alto è stato un 107, realizzato da Rex Williams.

## Montepremi
- Vincitore: £1300

## Tabellone
|  | Quarti di finale Al meglio dei 49 frames | Quarti di finale Al meglio dei 49 frames | Quarti di finale Al meglio dei 49 frames |           |                        | Semifinali Al meglio dei 73 frames | Semifinali Al meglio dei 73 frames | Semifinali Al meglio dei 73 frames |  |  | Finale Al meglio dei 73 frames | Finale Al meglio dei 73 frames | Finale Al meglio dei 73 frames |
|  |                                          |                                          |                                          |           |                        |                                    |                                    |                                    |  |  |                                |                                |                                |
|  | Inghilterra (bandiera)                   | John Pulman                              | 18                                       |           |                        |                                    |                                    |                                    |  |  |                                |                                |                                |
|  | Inghilterra (bandiera)                   | John Spencer                             | 25                                       |           |                        |                                    |                                    |                                    |  |  |                                |                                |                                |
|  | Inghilterra (bandiera)                   | John Spencer                             | 25                                       |           | Inghilterra (bandiera) | John Spencer                       | 37                                 |                                    |  |  |                                |                                |                                |
|  |                                          |                                          |                                          |           | Inghilterra (bandiera) | John Spencer                       | 37                                 |                                    |  |  |                                |                                |                                |
|  |                                          | Inghilterra (bandiera)                   | Rex Williams                             | 12        |                        |                                    |                                    |                                    |  |  |                                |                                |                                |
|  | Inghilterra (bandiera)                   | Inghilterra (bandiera)                   | Rex Williams                             | 12        | Rex Williams           | 25                                 |                                    |                                    |  |  |                                |                                |                                |
|  | Inghilterra (bandiera)                   |                                          |                                          |           | Rex Williams           | 25                                 |                                    |                                    |  |  |                                |                                |                                |
|  | Inghilterra (bandiera)                   | Bernard Bennett                          | 4                                        |           |                        |                                    |                                    |                                    |  |  |                                |                                |                                |
|  |                                          |                                          |                                          |           |                        |                                    |                                    |                                    |  |  | Inghilterra (bandiera)         | John Spencer                   | 37                             |
|  |                                          |                                          | Galles (bandiera)                        | Gary Owen | 24                     |                                    |                                    |                                    |  |  |                                |                                |                                |
|  | Galles (bandiera)                        | Gary Owen                                | 25                                       |           |                        |                                    |                                    |                                    |  |  |                                |                                |                                |
|  | Irlanda del Nord (bandiera)              | Jackie Rea                               | 17                                       |           |                        |                                    |                                    |                                    |  |  |                                |                                |                                |
|  | Irlanda del Nord (bandiera)              | Jackie Rea                               | 17                                       |           | Galles (bandiera)      | Gary Owen                          | 37                                 |                                    |  |  |                                |                                |                                |
|  |                                          |                                          |                                          |           | Galles (bandiera)      | Gary Owen                          | 37                                 |                                    |  |  |                                |                                |                                |
|  |                                          | Inghilterra (bandiera)                   | Fred Davis                               | 24        |                        |                                    |                                    |                                    |  |  |                                |                                |                                |
|  | Inghilterra (bandiera)                   | Inghilterra (bandiera)                   | Fred Davis                               | 24        | Fred Davis             | 25                                 |                                    |                                    |  |  |                                |                                |                                |
|  | Inghilterra (bandiera)                   |                                          |                                          |           | Fred Davis             | 25                                 |                                    |                                    |  |  |                                |                                |                                |
|  | Galles (bandiera)                        | Ray Reardon                              | 24                                       |           |                        |                                    |                                    |                                    |  |  |                                |                                |                                |

| Finale (Al meglio dei 73 frames) Victoria Hall, Londra, 22 marzo 1969. Arbitro: Harold Phillips |       |           |
| John Spencer                                                                                    | 37–24 | Gary Owen |
|                                                                                                 |       |           |
| John Spencer vince il Campionato mondiale di snooker 1969                                       |       |           |

## Century breaks
Durante il corso del torneo sono stati realizzati 2 century breaks.
| N° | Giocatore    | Century breaks | Miglior break |
| -- | ------------ | -------------- | ------------- |
| 1  | Rex Williams | 1              | 107           |
| =  | Gary Owen    | 1              | 100           |